# هوغو لوبيز (منافس ألعاب قوى)
هوغو لوبيز (بالإسبانية: Hugo López) هو منافس ألعاب قوى غواتيمالي، ولد في 1 فبراير 1973.

## وصلات خارجية
- هوغو لوبيز على موقع الاتحاد الدولي لألعاب القوى (الإنجليزية)
- هوغو لوبيز على موقع أوليمبيديا (الإنجليزية)